# Jerome Irving Rodale
Jerome Irving Rodale (* 16. August 1898 in New York; † 8. Juni 1971 ebenda) war ein US-amerikanischer Schriftsteller und Verleger. Er war einer der Mitbegründer der „Organic Food“-Bewegung und einer der ersten engagierten Fürsprecher für Ökologische Landwirtschaft, die er durch die von ihm geschriebenen bzw. bei ihm verlegten Bücher bekannt machte.

## Leben
Unter dem Eindruck der Ideen von Albert Howard war Rodale davon überzeugt, dass die Prävention von Krankheiten durch eine entsprechende Ernährung erheblich unterstützt werden könnte. Eine „organische“ Landwirtschaft mit dem Anbau von Nahrungsmitteln (oder deren Grundstoffen) ohne Pestizide und künstliche Düngemittel, jedoch unter Verwendung naturbelassenen Komposts sei der Schlüssel zur gesunden Ernährung. Darüber schrieb er zahlreiche populärwissenschaftliche Bücher und veröffentlichte diese in dem von ihm eigens dazu gegründeten Verlag Rodale Press (heute: Rodale Inc.). Auch andere Autoren, die sich mit Themen aus diesem Bereich befassten, wurden von ihm verlegt. Er gründete 1942 die Zeitschrift Organic Farming and Gardening, die zeitweise die meistgelesene Gartenbau-Zeitschrift der Welt war. Sein wirtschaftlich erfolgreichstes Projekt war 1950 die Gründung der Zeitschrift Prevention (Zeitschrift)|Prevention, die sich als erste Zeitschrift überhaupt populärwissenschaftlich mit Fragen des Einflusses der Ernährung auf die Gesundheit befasste und im angloamerikanischen Raum außerordentlich erfolgreich war.
Rodale starb im Alter von 72 Jahren während der Aufzeichnung der Talkshow von Dick Cavett am Sekundenherztod, wenige Minuten nachdem er im Gespräch bekannt hatte: „Ich habe beschlossen, einhundert Jahre alt zu werden.“ und „Ich habe mich in meinem ganzen Leben nie besser gefühlt!“ Die Episode wurde nie ausgestrahlt.
Die Leitung von Rodale Inc. wurde von seinem Sohn Robert übernommen. Zwischenzeitlich wurde Rodale zu einem der größten US-amerikanischen Zeitschriftenverlage, unter anderem mit Men’s Health und Runner’s World sowie  Büchern, beispielsweise dem Buch zum Film Eine unbequeme Wahrheit von Al Gore. Im Jahr 2018 wurde Rodale Inc. von der Hearst Corporation übernommen.